# Achill Island
Achill (Iers-Gaelisch: Acaill) is het grootste eiland van Ierland. Het is gelegen aan de westkust, in het graafschap Mayo, en is met het vasteland verbonden door de Michael Davitt-brug.
Ongeveer 87% van het eiland bestaat uit onontgonnen veengronden, vooral tussen Blacksodbaai en Clewbaai.
De belangrijkste plaatsen zijn Gob an Choire (Engels: Achill Sound), Polranny, Keel, Dooagh, Dooega en Dugort.
De inwoners, meestal vissers, zijn afstammelingen van de oudste bevolking van Ierland. Door de mooie stranden, grillige kusten en eenzame heide- en veenvlakten is het eiland ook steeds meer toeristen gaan aantrekken.

## Bekende bewoners van Achill Island
- Heinrich Böll
- Charles Boycott